# Хайрюзовка (Красноярский край)
Хайрюзовка — посёлок в Иланском районе Красноярского края. Входит в состав Ельниковского сельсовета.

## География
Посёлок находится в восточной части края, в пределах Канско-Рыбинской котловины, при Южно-Сибирской железнодорожной магистрали, на расстоянии приблизительно 58 км (по прямой) к юго-востоку от Иланского, административного центра района. Абсолютная высота — 386 м над уровнем моря.
Климат
Климат характеризуется как резко континентальный, с продолжительной морозной зимой и коротким тёплым летом. Абсолютный максимум температуры воздуха составляет 38 °C; абсолютный минимум — −53 °C. Продолжительность безморозного периода составляет в среднем 95 дней. Среднегодовое количество атмосферных осадков составляет 422 мм, из которых большая часть выпадает в тёплый период (максимально в июле-августе).

## Население
| 2010 |
| ---- |
| 782  |

Половой состав
По данным Всероссийской переписи населения 2010 года, в гендерной структуре населения мужчины составляли 57 %, женщины — соответственно 43 %.
Национальный состав
Согласно результатам переписи 2002 года, в национальной структуре населения русские составляли 91 % из 1070 чел.

## Улицы
| - ул. Восточная, - ул. Дружбы, - ул. Железнодорожников, | - ул. Зелёная, - ул. Куйбышева, - ул. Новая, | - ул. Новосёлов, - ул. Партизанская, - ул. Таёжная. |